# Tiris al-Gharbiyya
```
   |-
       | 
Erro:
:  
valor não especificado para "
continente
"
```

Tiris al-Gharbiyya (em árabe: تيرس الغربية Tīris al-Ġarbiyya, "Tiris Ocidental")  foi a área do Saara Ocidental sob controle mauritano entre 1975 e 1979.

## Antecedentes
A Mauritânia anexou o terço sul da antiga colônia espanhola do Saara Espanhol em 1975, após os Acordos de Madri, com Marrocos anexando dois terços do norte (Saguia el Hamra e a metade norte do Río de Oro) como Províncias Meridionais. Ambos os países reivindicaram direitos históricos sobre a área, enquanto as Nações Unidas exigiram que a população indígena (os saarauis) tivessem direito à autodeterminação e deveriam ter permissão para decidir por meio de um referendo se o território deveria se juntar a qualquer um dos Estados vizinhos ou ser estabelecido como um país independente.
A última era a opção preferida da Frente Polisario, uma organização saaraui que moveu suas forças de guerrilha contra ambos os países, que até então haviam lutado contra a Espanha. Seus ataques contra a Mauritânia se mostraram altamente eficazes. A Polisario atacou as minas de ferro de Zouerate; ademais, os custos do esforço de guerra, logo levariam o país à beira do colapso econômico e produziriam tensões crescentes no exército e no aparelho governamental.
Em 1978, o governo de partido único de Moktar Ould Daddah ficaria severamente comprometido com o esforço de guerra que falhou e seria deposto em um golpe de Estado por oficiais do exército descontentes. A Mauritânia então se desvinculou do conflito, renunciando suas reivindicações a quaisquer partes do Saara Ocidental e retirando suas tropas. As áreas ocupadas pela Mauritânia foram anexadas por Marrocos, que desde então reivindica a possessão sobre todo o território, apesar da oposição constante da Polisario e seu principal patrocinador, a Argélia. O presidente mauritano Mohamed Khouna Ould Haidalla, em 1984, procedeu o reconhecimento da República Árabe Saaraui Democrática apoiada pela Polisario como a soberania legítima da área. Depois deste governo ser deposto em mais um golpe militar no final do mesmo ano, essa posição foi cada vez mais minimizada - embora nunca tenha sido explicitamente revogada - para apaziguar o Marrocos.

## Fronteiras e características
Tiris Ocidental era a metade inferior do Río de Oro, na província meridional do antigo Saara Espanhol, compreendendo 88.000 km² (33.977 sq mi) com uma população de 12.897. Consistia principalmente de terreno desértico árido, pouco povoado, exceto por alguns milhares de nômades saarauís, muitos dos quais fugiram para a província argelina de Tindouf em 1975. Alguns assentamentos menores pontilhavam a costa, e o maior deles, Dakhla (anteriormente Villa Cisneros), se tornou a capital provincial.
Embora alguns relatórios indiquem que o território poderia conter quantidades importantes de recursos minerais como o ferro - e há especulação, mas nenhuma prova de petróleo marítimo - a guerra impediu quaisquer esforços sérios de exploração, permanecendo na maior parte inexplorado até hoje. A exceção está nas ricas águas de pesca do Atlântico, estas nunca foram utilizadas pela Mauritânia, porém já foram pescadas por Marrocos e navios estrangeiros sob licenças marroquinas.
O nome "Tiris" refere-se a uma planície do deserto do Saara. A província mais ao norte da Mauritânia (em seu território reconhecido internacionalmente) é igualmente chamada de Tiris Zemmour, onde "Zemmour" refere-se a uma cadeia de montanhas no centro do Saara Ocidental.
As reivindicações do governo de Ould Daddah para o território baseavam-se nos fortes laços culturais e tribais entre os habitantes mouros da Mauritânia e as tribos do Saara Ocidental. O governo argumentava que todos faziam parte do mesmo povo e apresentavam a noção de soberania pré-colonial por certos emirados mauritanos (feudos tribais) sobre algumas dessas tribos. Antes da Corte Internacional de Justiça, a Mauritânia afirmou em 1975 que todo o Saara Espanhol constituiria historicamente o "Bilad Chinguetti", o qual argumentava que havia sido uma comunidade tribal e religiosa não declarada. Mas também reconheceu que nunca houve um Estado mauritano para reivindicar o território, uma vez que a própria Mauritânia era uma criação moderna do colonialismo francês. O tribunal reconheceu a importância desses laços culturais, mas anunciou que não constituíam soberania sobre o território ou seus habitantes antes do colonialismo e que, por si só, não podiam justificar a soberania atualmente. Em vez disso, recomendou um processo padrão de autodeterminação em que os saarauis teriam a escolha de fusão com a Mauritânia e/ou Marrocos ou a independência.

## Posição mauritana atual
Nos últimos anos, o governo mauritano manteve uma política de neutralidade estrita entre a Polisario e o Marrocos, mantendo seu reconhecimento da República Árabe Saaraui Democrática. Grupos minoritários da oposição política mauritana ocasionalmente expressam interesse na área, embora a defesa direta para retomá-la seja muito rara. Outros grupos apoiam a Polisario ou o Marrocos. A posição oficial da maioria dos partidos é apoiar qualquer resultado final aceitável para ambas as partes remanescentes do conflito, e também tem sido a posição do governo desde o final da década de 1980, mesmo que tenha variado em sintonia com as relações com Marrocos.
O território agora está efetivamente dividido entre forças marroquinas e polisárias ao longo do muro marroquino e com um cessar-fogo em vigor enquanto aguarda o resultado do processo de descolonização das Nações Unidas.